# Charaxes othello
Charaxes othello är en fjärilsart som beskrevs av Suffert 1904. Charaxes othello ingår i släktet Charaxes och familjen praktfjärilar. Inga underarter finns listade i Catalogue of Life.